# Best fiction
Best Fiction es el tercer recopilatorio de la artista japonesa Namie Amuro. Salió al mercado el 30 de julio de 2008 y batió el número de ventas, llegó al #1 en Oricon Chat 

## Canciones
1. Do Me More
2. Wishing On The Same Star
3. shine more
4. Put ‘Em Up
5. SO CRAZY
6. ALARM
7. ALL FOR YOU
8. GIRL TALK
9. WANT ME, WANT ME
10. White Light
11. CAN’T SLEEP, CAN’T EAT, I’M SICK
12. Baby Don’t Cry
13. FUNKY TOWN
14. NEW LOOK
15. ROCK STEADY
16. WHAT A FEELING
17. Sexy Girl

- Datos: Q1153145